# 安達韋拉斯省
安達韋拉斯省（西班牙語：Provincia de Andahuaylas），是秘魯的省份，位於該國南部阿普里馬克大區，首府是安達韋拉斯，始建於1825年6月21日，面積3,987平方公里，2007年人口143,846，人口密度每平方公里36人。